# Neckarsulm
Neckarsulm település Németországban, azon belül Baden-Württembergben.  A neve a város elhelyezkedéséből adódik, ahol a Neckar és Sulm folyók találkoznak. A híres Lidl és Kaufland diszkontáruház-láncok és az NSU Motorenwerke járműgyár székhelye. Lakosainak száma 26 523 fő (2023. december 31.).

## Városrészei
|  | - Amorbach - Dahenfeld - Neckarsulm - Südstadt - Nordstadt - Viktorshöhe - Stiftsberg - Neuberg - Obereisesheim |

## Népesség
A település népessége az elmúlt években az alábbi módon változott:
| Lakosok száma | 18 032 | 20 385 | 21 752 | 21 871 | 21 534 | 24 357 | 27 408 | 27 246 | 25 762 | 26 523 |
|               | 1961   | 1967   | 1974   | 1980   | 1987   | 1993   | 2000   | 2006   | 2013   | 2023   |